# Pareas chinensis
Pareas chinensis là danh pháp khoa học của một loài rắn trong chi Rắn hổ mây (Pareas) của họ Pareidae. Tên gọi thông thường trong tiếng Anh của loài này là Chinese Slug Snake (nghĩa đen là rắn ăn sên Trung Quốc).

## Phân bố
Pareas chinensis phân bố tại Trung Quốc (Phúc Kiến, Giang Tây, Quảng Đông, Quảng Tây, tây Quý Châu, Tứ Xuyên, đông Tây Tạng, Vân Nam, Hồng Kông) và có thể có tại đông bắc Myanmar.

## Phân loại
Người ta từng cho rằng P. chinensis là đồng nghĩa của P. formosensis. Tuy nhiên, các kết quả phân tích phát sinh chủng loài phân tử chỉ ra rằng hai loài này không có quan hệ họ hàng gần trong phạm vi chi Pareas, với P. formosensis là chị em với P. hamptoni còn P. chinensis là chị em với P. boulengeri. Các kết quả kiểm tra số răng ở hàm trên phù hợp với kết quả này. Cả P. formosensis và P. hamptoni đều có 7–8 răng ở hàm trên, trong khi P. chinensis và P. boulengeri đều có 4–5 răng ở hàm trên.